# Golpe de Estado na Síria em 1966
O golpe de Estado na Síria em 1966 refere-se aos acontecimentos entre 21 e 23 de fevereiro em que o governo da República Árabe da Síria foi derrubado e substituído. O governante do Comando Nacional do Partido Socialista Árabe Ba'ath foram removidos do poder por uma união do Comitê Militar e do Comando Regional do partido, sob a liderança de Salah Jadid.
O golpe de Estado foi precipitado por uma intensificação na luta pelo poder entre a velha guarda do partido, representada por Michel Aflaq, Salah al-Din al-Bitar e Munif al-Razzaz, e as facções mais jovens que aderiram a uma posição neo-baathista. Em 21 de fevereiro, os defensores da velha guarda do exército ordenaram a transferência dos seus rivais. Dois dias depois, o Comitê Militar, apoiando as facções mais jovens, lançou um golpe de Estado que envolveu violentos combates em em Alepo, Damasco, Deir ez-Zor, e Lataquia. Como resultado do golpe, os fundadores históricos do partido fugiram do país e passaram o resto de suas vidas no exílio.
O governo de Jadid foi a administração mais radical da história da Síria. O golpe de Estado criou uma cisma permanente entre os ramos regionais  do Partido Baath sírio e iraquiano e seus respectivos Comandos Nacionais, com muitos altos baathistas sírios desertando para o Iraque. Como um legado do golpe de Estado, durante o governo de Jadid, a Síria iniciou uma campanha de propaganda contra os baathistas iraquianos. O governo de Jadid seria derrubado no Movimento Corretivo de 1970, que trouxe Hafez al-Assad ao poder.